# AFC Challenge Cup 2010
Die Endrunde des dritten AFC Challenge Cups wurde vom 16. bis zum 27. Februar 2010 ausgetragen. Gastgeber der Endrunde war Sri Lanka.
Das Turnier diente ebenso wie die zweite Ausgabe als Teilqualifikation für die Asienmeisterschaft 2011. Nordkorea gewann das Finale gegen Turkmenistan und qualifizierte sich für die Endrunde.

## Qualifikation
→ Siehe Hauptartikel: AFC Challenge Cup 2010/Qualifikation
Vor Beginn des Turniers wurde festgelegt, dass neben dem Titelverteidiger Indien auch die Mannschaften Nordkoreas und Tadschikistans für die Endrunde qualifiziert sind. Die restlichen 17 Mannschaften mussten eine Qualifikationsrunde bestreiten. Die Mannschaften wurden in einer Auslosung in vier Gruppen zu je vier Mannschaften eingeteilt. Die Gewinner der Gruppen sowie die beste zweitplatzierte Mannschaft qualifizierten sich für die Endrunde. Indien tritt beim Turnier mit einer U-23-Auswahl an.
Die Auslosung der Gruppenphase am 30. November 2009 im Galadari Hotel in Colombo ergab folgende Gruppen:
| Gruppe A      | Gruppe B     |
| ------------- | ------------ |
| Tadschikistan | Indien       |
| Myanmar       | Nordkorea    |
| Sri Lanka     | Turkmenistan |
| Bangladesch   | Kirgisistan  |

## Spiele und Ergebnisse

### Vorrunde
Je vier Mannschaften treten in zwei Gruppen (A und B) im Meisterschaftssystem gegeneinander an, d. h. jede Mannschaft spielt einmal gegen jede andere Mannschaft der Gruppe. In der Gruppenphase zählt ein Sieg drei, ein Unentschieden einen Punkt, eine Niederlage bringt keine Punkte. In der Tabelle der jeweiligen Gruppe wurden die Punkte addiert.
Bei Punktgleichheit zweier Mannschaften entscheidet in der folgenden Reihenfolge über den Tabellenplatz und das Weiterkommen: die direkten Begegnungen der betreffenden Mannschaften (größere Anzahl der Punkte, Torverhältnis, erzielte Tore), die Tordifferenz und größere Anzahl erzielter Tore aus allen Gruppenspielen und letztendlich das Los.

#### Gruppe A
| Pl. | Land          | Sp. | S | U | N | Tore    | Diff. | Punkte |
| --- | ------------- | --- | - | - | - | ------- | ----- | ------ |
| 1.  | Tadschikistan | 3   | 2 | 0 | 1 | 007:300 | +4    | 06     |
| 2.  | Myanmar       | 3   | 2 | 0 | 1 | 006:400 | +2    | 06     |
| 3.  | Sri Lanka     | 3   | 1 | 0 | 2 | 004:700 | −3    | 03     |
| 4.  | Bangladesch   | 3   | 1 | 0 | 2 | 003:600 | −3    | 03     |

|                  |   |               |           |
| 16. Februar 2010 |   |               |           |
| Tadschikistan    | – | Bangladesch   | 1:2 (0:0) |
| Myanmar          | – | Sri Lanka     | 4:0 (1:0) |
| 18. Februar 2010 |   |               |           |
| Bangladesch      | – | Myanmar       | 1:2 (0:2) |
| Sri Lanka        | – | Tadschikistan | 1:3 (0:2) |
| 20. Februar 2010 |   |               |           |
| Tadschikistan    | – | Myanmar       | 3:0 (1:0) |
| Sri Lanka        | – | Bangladesch   | 3:0 (2:0) |

Tadschikistan wurde trotz der überraschenden Auftaktniederlage gegen Bangladesch Gruppensieger. Die Mannschaft aus Zentralasien setzte sich in den beiden anderen Spielen klar durch und sicherte sich am letzten Spieltag den ersten Platz vor Myanmar. Gastgeber Sri Lanka schied bereits nach zwei Spielen aus.

#### Gruppe B
| Pl. | Land         | Sp. | S | U | N | Tore    | Diff. | Punkte |
| --- | ------------ | --- | - | - | - | ------- | ----- | ------ |
| 1.  | Nordkorea    | 3   | 2 | 1 | 0 | 008:100 | +7    | 07     |
| 2.  | Turkmenistan | 3   | 2 | 1 | 0 | 003:100 | +2    | 07     |
| 3.  | Kirgisistan  | 3   | 1 | 0 | 2 | 002:600 | −4    | 03     |
| 4.  | Indien       | 3   | 0 | 0 | 3 | 001:600 | −5    | 0      |

|                  |   |              |           |
| 17. Februar 2010 |   |              |           |
| Indien           | – | Kirgisistan  | 1:2 (0:2) |
| Nordkorea        | – | Turkmenistan | 1:1 (0:1) |
| 19. Februar 2010 |   |              |           |
| Kirgisistan      | – | Nordkorea    | 0:4 (0:1) |
| Turkmenistan     | – | Indien       | 1:0 (1:0) |
| 21. Februar 2010 |   |              |           |
| Indien           | – | Nordkorea    | 0:3 (0:1) |
| Turkmenistan     | – | Kirgisistan  | 1:0 (0:0) |

Nordkorea war wie 2008 mit einer B-Mannschaft angetreten, der WM-Teilnehmer sicherte sich aufgrund des besseren Torverhältnisses aber dennoch den Gruppensieg vor Turkmenistan. Titelverteidiger Indien wurde durch die Olympiaauswahl (U-23) des Landes vertreten und verlor alle Gruppenspiele.

### Finalrunde
Im Halbfinale und im Finale wird im K.-o.-System gespielt. Steht es bei den Spielen der Finalrunde nach der regulären Spielzeit von 90 Minuten unentschieden, kommt es zur Verlängerung von zweimal 15 Minuten und eventuell (falls immer noch kein Sieger feststeht) zum Elfmeterschießen.

#### Halbfinale
|                             |   |              |           |
| 24. Februar 2010 in Colombo |   |              |           |
| Tadschikistan               | – | Turkmenistan | 0:2 (0:2) |
| 24. Februar 2010 in Colombo |   |              |           |
| Nordkorea                   | – | Myanmar      | 5:0 (3:0) |

#### Spiel um Platz drei
|                             |   |         |           |
| 27. Februar 2010 in Colombo |   |         |           |
| Tadschikistan               | – | Myanmar | 1:0 (1:0) |

#### Finale
| Turkmenistan                                      | Turkmenistan | Nordkorea | Nordkorea |
| ------------------------------------------------- | --- | --- | --------- |
| Turkmenistan                                      | \| 27. Februar 2010 in Colombo (Sugathadasa Stadium) \| \| Ergebnis: 1:1 n. V. (1:1, 1:0), 4:5 i. E. \| \| Zuschauer: 3.000 \| \| Schiedsrichter: Alireza Faghani ( Iran) \| | \| 27. Februar 2010 in Colombo (Sugathadasa Stadium) \| \| Ergebnis: 1:1 n. V. (1:1, 1:0), 4:5 i. E. \| \| Zuschauer: 3.000 \| \| Schiedsrichter: Alireza Faghani ( Iran) \|                                                                         | Nordkorea |
| Turkmenistan                                      | Baýramnyýaz Berdiýew – Begli Annageldiýew, Maksim Belyh, Azat Garajaýew, Begli Nurmyradow, Dawid Sarkisow, Nazar Çöliýew (69. Guwanç Rejepow), Ruslan Mingazow (80. Guwançmuhammet Öwekow), Berdi Şamyradow, Didargylyç Urazow (46. Mämmedaly Garadanow), Arslanmyrat Amanow Cheftrainer: Ýazguly Hojageldiýew | Ju Kwang-min – Ryang Myong-il, Pak Yong-jin, Pak Nam-chol, Ri Kwang-hyok, Pak Song-chol, Sin Yong-nam (74. Yun Yong-il), Ri Chol-myong, Ryang Yong-gi, Choe Chol-man (42. Jon Kwang-ik), Pak Kwang-ryong (61. Chae Tu-yong) Cheftrainer: Jo Tong-sop | Nordkorea |
| Turkmenistan                                      | 1:0 Berdi Şamyradow (33.) | 1:1 Ryang Yong-gi (75.) | Nordkorea |
| Turkmenistan                                      | Elfmeterschießen | | Nordkorea |
| Turkmenistan                                      | 1:1 Guwançmuhammet Öwekow Mämmedaly Garadanow 2:3 Berdi Şamyradow 3:4 Guwanç Rejepow 4:4 Begli Nurmyradow Arslanmyrat Amanow | 0:1 Pak Song-chol 1:2 Ryang Yong-gi 1:3 Chae Tu-yong 2:4 Pak Yong-jin Ri Chol-myong 4:5 Ri Kwang-hyok | Nordkorea |
| Turkmenistan                                      | Ruslan Mingazow (31.), Dawid Sarkisow (43.), Nazar Çöliýew (45.+1'), Baýramnyýaz Berdiýew (56.), Begli Nurmyradow (74.), Guwançmuhammet Öwekow (116.) | Ryang Myong-il (18.), Sin Yong-nam (59.), Ju Kwang-min (74.) | Nordkorea |
| Turkmenistan                                      | Ryang Myong-il (32.) | | Nordkorea |
| 27. Februar 2010 in Colombo (Sugathadasa Stadium) | | |           |
| Ergebnis: 1:1 n. V. (1:1, 1:0), 4:5 i. E.         | | |           |
| Zuschauer: 3.000                                  | | |           |
| Schiedsrichter: Alireza Faghani ( Iran)           | | |           |

## Torjägerliste
4 Tore
- Ryang Yong-gi

3 Tore
- Choe Chol-man

2 Tore
- Choe Myong-ho
- Pak Song-chol
- Pai Soe
- Fatchullo Fatchullojew
- Numondschon Hakimow
- Jussuf Rabijew
- Ibrohim Rabimow
- Mämmedaly Garadanow